# Kistelek
Kistelek es una ciudad húngara, capital del distrito homónimo en el condado de Csongrád, con una población en 2012 de 7020 habitantes.
Se conoce la existencia de la localidad desde 1420, cuando se menciona en una carta. El pueblo se desarrolló en la segunda mitad del siglo XX por su buena ubicación en una de las rutas de transporte principales del país, entre Szeged y Budapest, adquiriendo el estatus de pueblo mayor en 1970 y el de ciudad en 1989.
Se ubica unos 20 km al noroeste de Szeged, sobre la carretera 5 que lleva a Budapest.